# Горрево, Шарль-Эмманюэль де
Шарль-Эмманюэль де Горрево (фр. Charles-Emmanuel de Gorrevod; 13 декабря 1569, Бурк-ан-Брес — 4 ноября 1625, замок Марне (Марне), герцог де Пон-де-Во, князь Священной Римской империи — государственный деятель Габсбургских Нидерландов и Испанской империи.

## Биография
Сын Лорана II де Горрево, графа де Пон-де-Во, и Перронны де Лабом.
Маркиз де Марне, граф де Сален, сеньор и барон де Куркондре, Сен-Жюлен, Жербе, Бельмон, Горрево, Сермуайе, Шаламон, Мон-Мерль, дю Мон-Сен-Сорлен, де Ле, Сент-Мари, Льель, Фур, Шисе, Бюффар, Конд, Буньон, и прочее, бальи Амона в графстве Бургундском.
Восприемниками при крещении были герцог Карл Эммануэль Савойский и герцогиня Савойская Маргарита Французская. Начал службу пажом у герцога Савойского, затем был послан в Испанию, где воспитывался с инфантом, будущим королем Филиппом III. Вернулся в Савойю в свите инфанты Екатерины, герцогини Савойской. Командовал ротой шеволежеров при осаде Женевы, и в возрасте 17 лет дважды возглавлял всю савойскую кавалерию.
После смерти отца вновь уехал в Испанию, затем поступил на службу к эрцгерцогу Альбрехту, получив пост великого камергера. В рассуждение оказанных Шарлем-Эмманюэлем услуг штатгальтер жалованной грамотой, данной в Брюсселе 4 мая 1600, возвел баронию Марне в ранг маркизата.
Затем отличился в сражении при Ньивпорте, где Альбрехт был выбит из седла; Шарль-Эмманюэль посадил его на лошадь и убил его преследователей. После того, как Бресс был захвачен французами, Генрих IV жалованной грамотой, данной в Фонтенбло 29 ноября 1607, разрешил Шарлю-Эмманюэлю вернуться в Нидерланды.
В 1613 году пожалован Филиппом III в рыцари ордена Золотого руна.
Жалованной грамотой от 16 февраля 1620 назначен губернатором Лимбурга, графства Далем и страны за Маасом. Оставался в должности до 1624 года.
В 1621 году в Брюсселе участвовал в церемонии погребения эрцгерцога; вместе с Шарлем де Лорреном, герцогом Омальским, маркграфом Баденским и Луи д'Эгмонтом, принцем Гаврским, держал один из концов золотого знамени, которым был покрыт гроб.
Людовик XIII жалованной грамотой, данной в феврале 1623, и зарегистрированной Дижонским парламентом 17 сентября, возвел графство Пон-де-Во в ранг герцогства. Император Фердинанд II 22 марта 1623 в Регенсбурге возвел Шарля-Эмманюэля в титул маркиза де Марне и достоинство имперского князя с правом голосовать на рейхстаге.
По сведениям Дюно де Шарнажа, был назначен чрезвычайным рыцарем-советником Дольского парламента грамотой от 8 ноября 1618, затем штатным рыцарем, с освобождением от пребывания, грамотой от 20 сентября 1625.
Основал обитель босых кармелитов в Марне. Замок герцога в Марне, крытый позолоченной медью, с богатой коллекцией гобеленов и картин фламандских и итальянских художников, считался одним из самых роскошных во Франш-Конте.

## Семья
Жена (8.02.1621, Брюссель): Изабель де Бургонь-Фалле (ум. 9.08.1676), дочь Эрмана Бургундского, графа де Фалле, и Иоланды де Лонгваль
Дети:
- Филипп-Эжен де Горрево (ум. 26.07.1681), герцог де Пон-де-Во
- Шарль-Эмманюэль де Горрево (1623—20.07.1659), маркиз де Марне, архиепископ Безансона
- Мадлен де Горрево (ум. 1635)